# Jonesy
Jonesy was een Britse muziekgroep, die bestond in de periode 1970 tot 1974.

## Begin
De band werd opgericht door gitarist John Evan-Jones, een Brit opgegroeid in Australiër en teruggekeerd naar Engeland. Alvorens Jonesy op te richten was hij leider van bandjes als "Chaos and Co" en "Mickey Finn". Hij was ook enige tijd gitarist bij musici Tom Jones, Petula Clark, Dusty Springfield, maar ook bij bijvoorbeeld Arthur Brown en Jeff Beck. Op enig moment trad hij toe tot de Ierse band Anno Domini alwaar zijn broer Trevor Jones zich bij hem voegde. Het bleek een valse start, Anno Domini viel al snel uit elkaar en Trevor verdween weer van het podium. Een soloalbum Collage volgde, maar dat had nauwelijks succes. Tijdens de opnamen maakte hij wel kennis met toetsenist James Kaleth, zij besloten samen verder te werken onder de naam Jonesy. De band golfde mee op de stroming progressieve rock, die haar hoogtijdagen beleefde. Ze tekende een contract bij Dawn Records, een progressief label van Pye Records. Muzikale voorbeelden uit die tijd waren King Crimson, Yes en Led Zeppelin. Commercieel succes bleef uit; de band had ook geen enkele (hit)single. Desondanks volgden in het cd-tijdperk meerdere heruitgaven, waarbij alle onderstaande albums in verzamelboxen werden uitgegeven.  

## Discografie

### No alternative
Hun eerste studioalbum liet een verkwikkende mengeling horen van geïmproviseerde jazz en progressieve rock, inclusief gebruik van de mellotron. John Evan-Jones bediende zich daarbij soms van maatschappijkritische teksten (No alternative, Pollution) en ook de platenhoes straalde dat uit, een grijze nieuwbouwflat verdringt de grijze oudbouw van arbeiderswoninkjes.AllMusic zag met terugziende blik ook gelijkenis met de latere muziek van New Order. Het album No alternative werd in mei 1972 opgenomen in de Command Studios (aangekondigd als neusje van de zalm, maar in wezen onwerkbaar) en in oktober 1972 uitgebracht onder Dawn (catalogusnummer DNLS3042). New Music Express was vooral te spreken over kant 2.
Musici waren: John Evan-Jones (gitaar, VCS3, zang); Jamie Kaleth (toetsinstrumenten, mellotron, zang), David Paull (basgitaar, zang) en Jim Payne (drumstel, percussie).
Nummers: 1: No alternative (8:15, John Evan-Jones), 2: Heaven (8:14, John Evan-Jones), 3: Mind of the century (4:12, Jonesy), 4: 1958 (7:53, John Evan-Jones), 5: Pollution (9:43, David Paull), 6: Ricochet (4:59, John Evan-Jones). 
Ricochet werd samen met non-albumtrack Every day’s the same op single (DNS1030) uitgebracht; het mocht verkooptechnisch niet baten. Bijzonder is dat het een van de weinige singles is die ooit in een quadrafonische mix is uitgebracht.
In de nasleep van het album kon Jonesy optreden met de bands Matching Mole en Roxy Music. Ze kregen ook een aantal optredens in de Marquee Club. De eerste personeelswisselingen dienden zich aan Paull en Payne vertrokken.

### Keeping up
Met drie nieuwe leden ging John Evan-Jones en Jamie Kaleth de geluidsstudio Escape in Kent in om te gaan werken aan de opvolger. De band kreeg de indruk dat een geluidsstudio in Londen te duur was en dat men daarom moest uitwijken naar de periferie. De jazzy inbreng van Alan Bown zou ervoor zorgen dat de muziekstijl richting de jazz opschoof, maar toch met de nodige aandacht voor de mellotron. Maart 1973 in de studio betekende een uitgave in mei 1973, opnieuw bij Dawn (catalogusnummer DNLS 3048). Opnieuw was New Music Express lovend en dat bracht de band onder de aandacht van een nieuwe manager Wilf Pine (WWA Management), die ook Black Sabbath, The Groundhogs en Gentle Giant onder contract had. Zo bekend zou Jonesy nooit worden. Arrangementen werden verzorgd door John Evan-Jones en Ray Russell.
Musici: John Evan-Jones (zang, gitaar), Jamie Kaleth (mellotron, toetsen, zang), Alan Bown (elektrische trompt en flugelhorn, percussie), Trevor Jones (basgitaar, blokfluit, zang), Richard Thomas (drumstel, percussie en zang, speelde kort bij Supertramp).
Nummers: 1: Masquerade (6:11, Kaleth), 2: Sunset and evening star (3:30, John Evan-Jones), 3: Preview (2:02, Kaleth), 4: Question and answers (5:18, Kaleth), 5: Critique (with exceptions) (9:37, Kaleth; met een kort citaat uit Paperback Writer van The Beatles), 6: Duet (0:53, Kaleth), 7: Song (3:31, Kaleth), 8: Children (9:07, Kaleth)

### Growing
De overstap naar een nieuw management legde de band geen windeieren. Voor hun derde album werd muziekproducent Rupert Hine ingeschakeld. Er moest weliswaar nog deels buiten Londen opgenomen worden (Escape Studios in Kent), maar het album is ook opgenomen in de AIR Studios in Londen, met geluidstechnici John Punter en Steve Nye. Voorts kon Jonesy rekenen op arrangeur Simon Jeffes, later bekend van Penguin Café Orchestra. Alhoewel het album nergens de albumlijsten haalde, kreeg het weer goede kritieken en het kreeg in 1974 een Montreux Diamond Award toebedeeld. De band mocht de prijs echter niet in Montreux ophalen, er was ruzie ontstaan met het management. Jonesy wilde het bijltje er bij neer gooien.
Musici: John Evan-Jones (zang, gitaar), Jamie Kaleth (toetsen, zang), Alan Bown (elektrische trompet en flugelhorn, percussie), Trevor Jones (basgitaar, zang), Richard Thomas (drumstel, percussie, zang) met gasten Bernard Hagley (elektrische saxofoons) em Morris Pert (percussie)
Nummers: 1: Can you get that together? (8:27, Jonesy), 2: Waltz for yesterday (4:11, Jonesy), 3: Know who your friends are (6:12, Jonesy), 4: Growing (5:01, Jonesy), 5: Hard road (3:53, Jonesy) en 6: Jonesy (11:42, Jonesy)

### Sudden prayers make God jump
De broertjes Jones startten vlak daarna via een ander management  een nieuwe versie van Jonesy op zonder Jamie Kaleth. De heren  trokken opnieuw de Escape Stuido in Kent in voor een nieuwe plaat. De band en haar muziek stond in de belangstelling van Virgin Records. De heren hadden evenwel geen rekening gehouden met het feit dat ze beiden nog onder contract stonden bij WWA, die weigerde hun te laten gaan. In een periode met onderhandeling over wel of geen contractbreuk werd er ingebroken in de studio, waarbij (deels) het instrumentarium van de band en de mastertapes werden gestolen. Het betekende de nekslag voor de band. De tapes doken pas in de 21e eeuw weer op en er volgde in 2003 een release op een Italiaanse label op basis van een geluidscassette. In 2021 kwamen de originele mastertapes toch boven tafel, zodat met nieuwe technieken een toevoeging gedaan kon worden aan het totale oeuvre van Jonesy. Sudden prayers make God jump was een conceptalbum over een patiënt met zenuwinzinking, het herstel daarvan en de terugkeer naar de maatschappij.
Musici: John Evan-Jones (zang, VCS3, gitaar), Trevor Jones (basgitaar, zang, toetsen, viool), David Potts (drumstel, percussie), Ken Elliott (toetsen) en Bernard Hagley (elektrische saxofoons.
Nummers: 1: Dark room (is it all a bad dream?) (8:57, Jones en Jones), 2: Running (4:59, Jones en Jones), 3: Bad dreams (6:28, Jones en Jones), 4: The lights have changed (6:36, Jones en Jones), 5: Old gentleman’s relief (6:46, Jones en Jones), 6: Anthem (4:52, Jones en Jones)